# Manuel Bilches
Manuel Reinaldo Bilches (né le 25 mai 1957) est un entraîneur argentin de football. Il a été le sélectionneur national du Belize et de Curaçao.